# География Норвегии

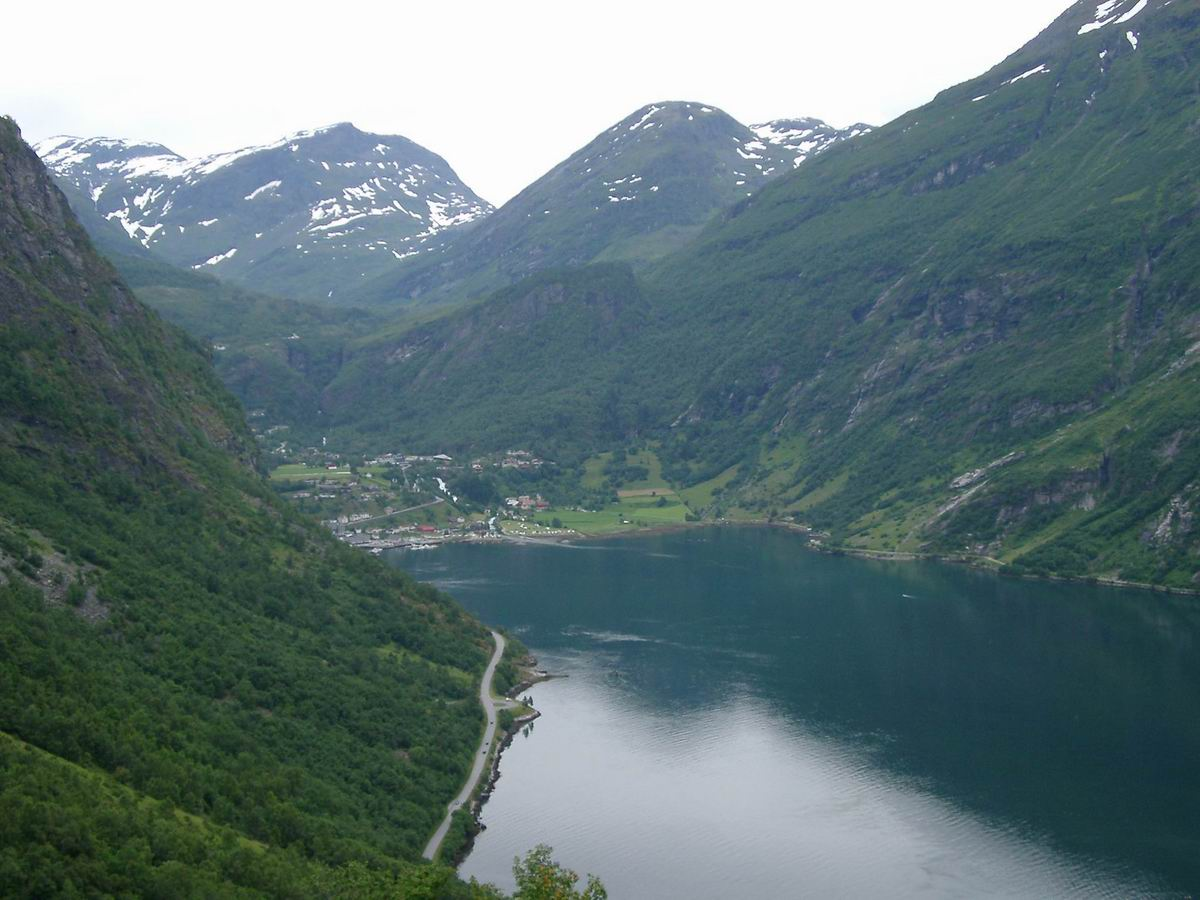
Типичный норвежский ландшафт (окрестности деревни Гейрангер)

География Норвегии в первую очередь характеризуется сложной историей формирования всех природных компонентов этой территории и слабой антропогенной модифицированностью естественных ландшафтов. Находясь на северо-западе евроазиатского материка, Норвегия полностью расположена в пределах Скандинавского полуострова. На западе омывается водами Норвежского, на юге — Северного морей Атлантического океана (пролив Скагеррак), а на севере — водами Баренцева моря Северного Ледовитого океана. Норвегии принадлежит около 50 000 островов, крупнейшие из которых, включая архипелаги: архипелаг Шпицберген, Лофотенские острова, остров Ян-Майен. Площадь всех этих территорий составляет 385 186 км².
Самая северная континентальная точка страны, мыс Нордкин, находящийся на 71,2° северной широты, одновременно является самой северной точкой континентальной Европы. На самой южной точке континентальной Норвегии, выходящей на пролив Скагеррак, расположен маяк Линдеснес.

## Тектоника и геология
Территория Норвегии располагается в двух разнородных в геоструктурном плане областях. Значительная её часть является фрагментом Каледонского геосинклинального складчатого пояса, раздробившегося в конце мезозоя, располагаясь северней условной линии, проходящей от устья Хардангер-фьорда через озеро Мьёса и дальше до границы со Швецией. Остальная территория южнее этой линии (а также южная часть Финнмарка) лежит в пределах выхода Балтийского докембрийского кристаллического щита. Отдельно от всего стоит район Осло-фьорда, который выделяется из общего двуобластного тектонического районирования всей основной части Фенноскандии. Этот участок представляет собой грабен (носящий в разных источниках разные названия: грабен Осло или поле Осло), который является одним из немногих мест в Скандинавии, где кристаллический щит перекрыт значительным слоем более молодых образований. Таким образом, в тектоническом отношении Норвегия подразделяется на три неодинаковые по размерам участка:
- Область балтийского докембрийского кристаллического щита.
- Область каледонской складчатости.
- Зона грабена Осло.

Норвегия расположена в пределах зоны со слабой сейсмичностью. Она, так же как и вся Фенноскандия в настоящее время относится к сравнительно стабильным и спокойным участкам земной коры. Сводовое поднятие земной коры в Четвертичном периоде является гляциоизостатическим (обратное выгибание суши, избавившейся от продавившего её ледяного купола), сопровождалось и сопровождается различного размера напряжениями, но в целом поднятие происходит плавно. В XIX—XX веках на территории Южной Норвегии не произошло ни одного значительного землетрясения. Благодаря истории тектонического развития Скандинавского полуострова, на территории Норвегии находится огромное количество разломов фундамента различных размеров. Они не только определили характер структурного строения этого участка земной коры, но и сильно повлияли на протекание геоморфологических процессов. Так, именно по разломам, на восточном макросклоне Скандинавских гор заложены речные долины, а на западном — фьорды.
Помимо гляциоизостатического поднятия, территория Скандинавского полуострова испытывает и современные тектонические движения, обусловленные эндогенными (англ. Endogeny) процессами. Их скорость нарастает от побережья к востоку, достигая на севере Остланна 5 мм/г.

## Рельеф
Современный рельеф Норвегии в полной мере отображает историю и характер её тектонического развития и геологического строения. История геоморфологического формирования Норвегии можно условно разделить на четыре этапа.
- Первый этап продолжался от возникновения суши Скандинавского полуострова (архей) до каледонского орогенеза не включительно. Особенностью этого периода является разрушение первичной геосинклинальной области и формированию докембрийского пенеплена. В это время формируется поверхность Балтийского докембрийского щита.

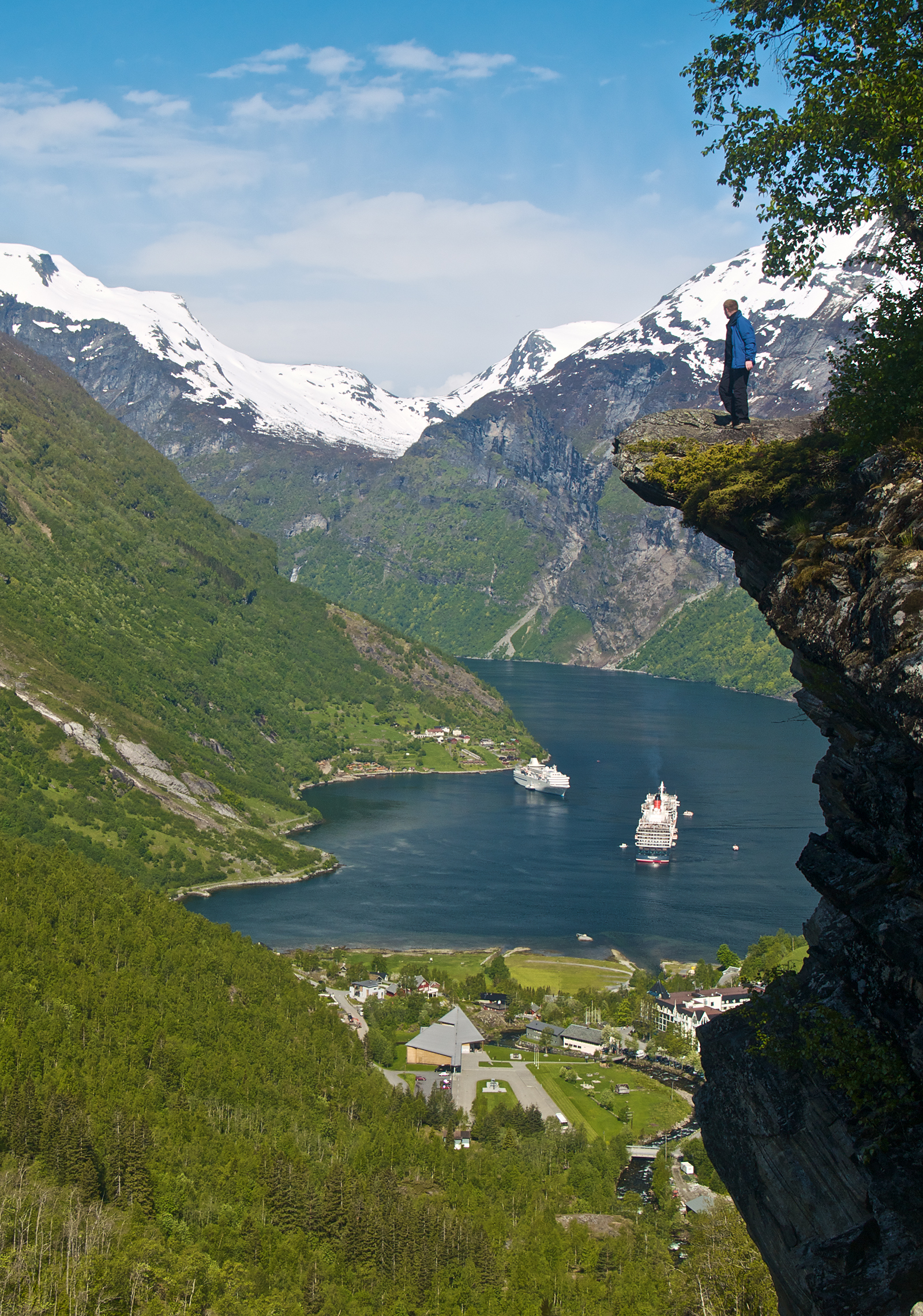
Вид на Гейрангер-фьорд

- Второй этап начался каледонским складкообразованием в нижнем и среднем палеозое и его конечным маркером следует считать кайнозойский орогенез в палеогеновом периоде — время, когда, в Европе начала развиваться альпийская складчатость, повлиявшая и на развитие данной территории. Во время этого этапа сформировалась складчатая область каледонид и происходило формирование основных линий рельефа Норвегии. После каледонского орогенеза и вплоть до кайнозоя горы Норвегии подверглись мощной денудации и были сильно снижены, сформировав значительные по площади поверхности выравнивания. Сейчас об этом свидетельствует наличие так называемого допермского пенеплена в Южной Норвегии (на плато Телемарк), в результате которого сформировались ещё одни специфические для Норвегии формы рельефа — плоские высокогорные плато фьельды.
- Третий этап ознаменовался развитием в Европе альпийской складчатости, которое не прошло бесследно для Скандинавии. До этого горы Норвегии были сильно пенепленизированы и не обладали высокогорным характером, поэтому их высотный уровень был значительно ниже современного. В северной части Атлантики происходили значительные тектонические движения, приведшие из-за погружения Лавруссии к т. н. открытию Атлантического океана. Это вызвало изостатическое поднятие современной территории Скандинавского полуострова, достигавшее в некоторых участках 1000 м, которое захватило не только геосинкленальную зону, но и платформенные структуры. В это время наибольшее возвышение испытали центральные участки Южной Норвегии (плоскогорья Ютунхеймен и Хардангервидда) и горы Кьёлен. В этот же период некоторые участки испытали, наоборот, опускание. К таким территориям относится мульда Тронхейм в области Трённелаг. Во время этого этапа вместе с общим повышением территории происходит образование и расширение разломов. Общее поднятие также привело к снижению базиса эрозии.
- Четвёртый этап развития рельефа охватывает весь комплекс ледниковых и межледниковых эпох четвертичного периода, в течение которых происходила консервация основных форм макрорельефа и накладывание на них более мелких форм, вызванных деятельностью ледника[3].

## История развития в четвертичный период

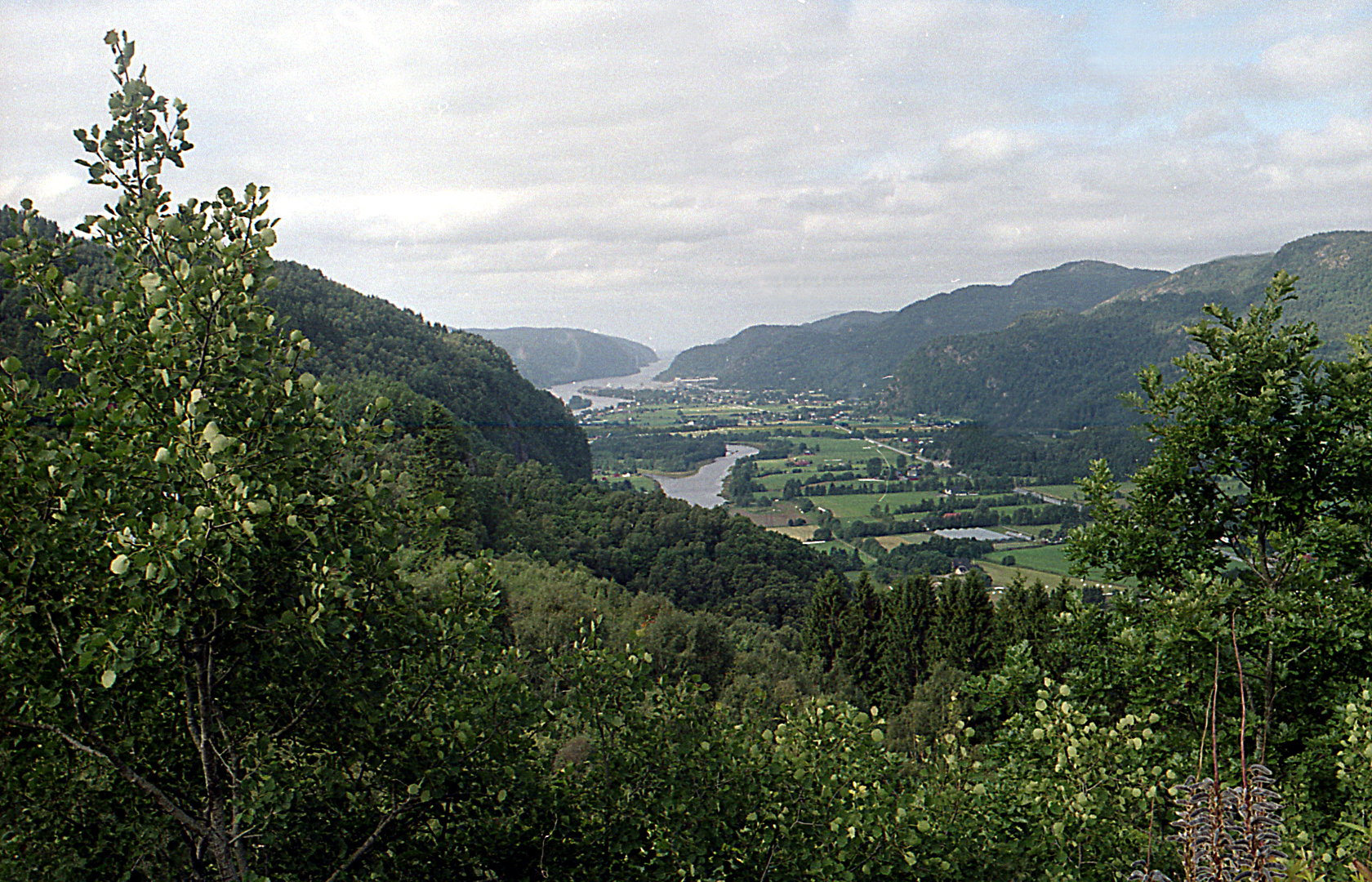
Юго-западная Норвегия

В самом конце неогена и в начале четвертичного периода вся Скандинавия, в том числе и Южная Норвегия, были подвержены мощному оледенению с несколькими стадиями. Это было последнее крупное палеогеографическое событие, наложившее отпечаток на рельеф, как Норвегии, так и всей Северной Европы.
Норвежские горные районы являются территорией, где располагалось ядро четвертичного оледенения. Именно отсюда ледниковые массивы распространялись по всей Северной Европе. На данный момент нет достоверных данных о том, когда и где конкретно началось зарождение и наращивание первичных ледовых массивов в четвертичном периоде в пределах этой территории. Однако, можно с уверенностью сказать о том, что центральная часть южной Норвегии подвергалась оледенениям чаще, чем соседняя Дания или Германия. Об этом свидетельствуют стратиграфический анализ четвертичных отложений на этих территория. Его результаты показывают значительно большую завершённость четвертичного осадконакопления в прилегающих к южной Норвегии территориях. На протяжении долгого времени Норвегия лежала в зоне наиболее интенсивной экзарации и нивации, что вызвало значительную денудацию отложений от предыдущих ледниковых эпох и периодов открытого ото льда осадконакопления.
Считается, что на территории Скандинавии было четыре ледниковых эпохи. В этом смысле плейстоцен подразделяется на следующие периоды: доледниковый — эоплейстоцен (2—0,6 млн.л.н.), в конце его был первый ледниковый период — Гюнц, нижний плейстоцен (600—400 тыс.л.н.), во время которого было второе оледенение — Миндель, средний плейстоцен (400—200 тыс.л.н.) с третьим оледенением — Рисским; верхний плейстоцен (200—10 тыс.л.н.) с последним оледенением — Вюрмским. Поскольку Скандинавия являлась центром происхождения ледникового покрова, то все следы первых двух фаз (Гюнц и Миндель) были стерты третьим оледенением — Рисским, потому что оно было самым мощным и обширным. Так что в случае с Норвегией можно говорить конкретно только о двух последних ледниковых эпохах: Рисском и Вюрмском оледенениях.
В Риссе, во время своего максимального распространения материковый ледяной покров сливался на востоке со льдами Новоземельского центра оледенения, а на западе — с ледяным покровом Британских островов. Об этом свидетельствует то, что многие из отмелей Норвежского и Северного моря сложены обломочным ледниковым материалом, располагающимся вплоть до континентального склона большим гребнем, что позволяет его считать боковой и конечной мореной. Во время Рисского оледенения из-за мощной экзарации происходит углубление фьордов, озёрных котловин, образование троговых долин и начало формирования прибрежной узкой равнины (странфлата).
После Рисского оледенения последовало Рисс-Вюрмское межледниковье с достаточно теплым климатом, происходило таяние ледников, накопление мощного слоя водноледниковых отложений.

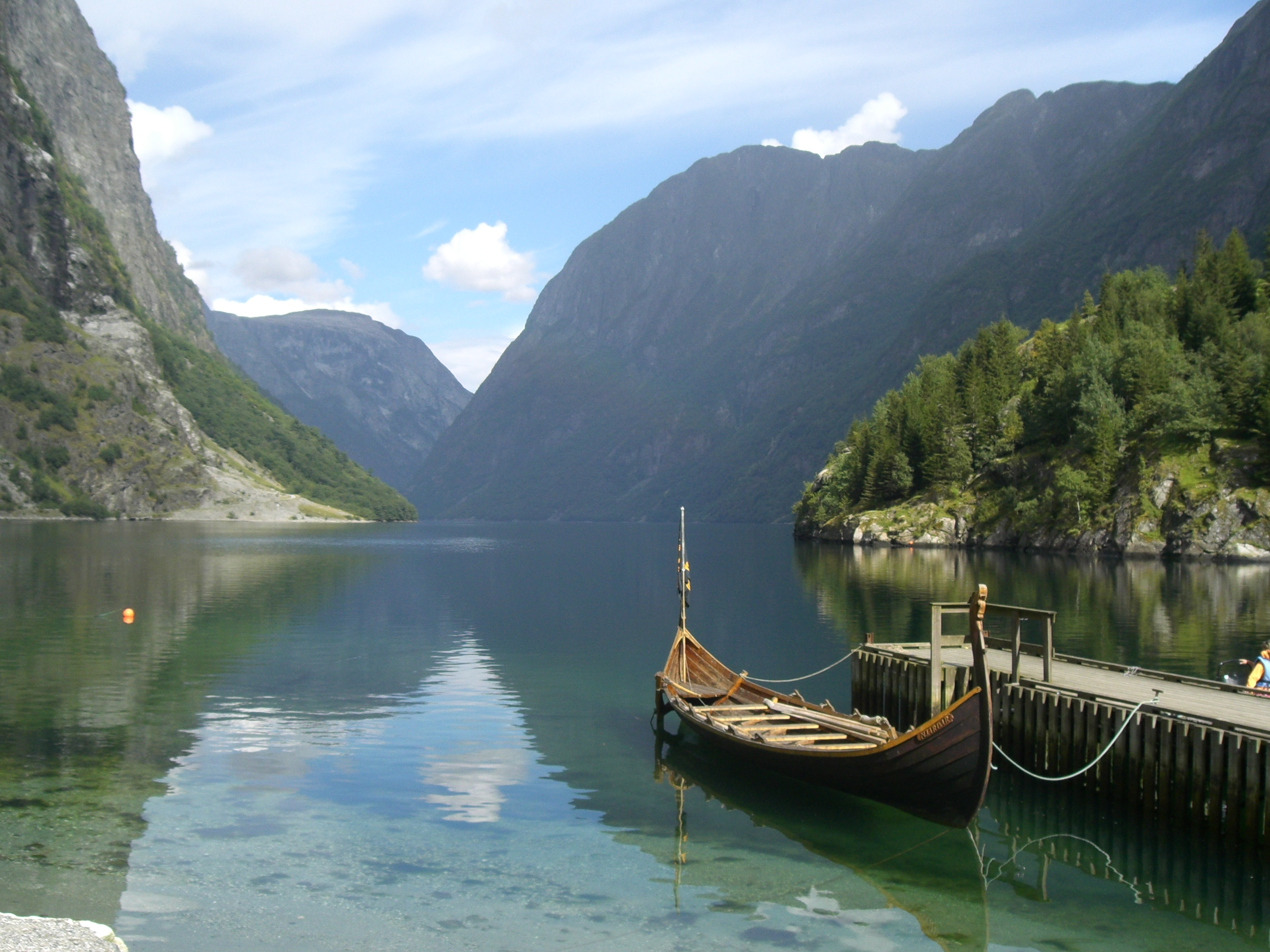
Нерёй-фьорд

Вюрмское оледенение было меньших размеров, и связи с другими центрами оледенения уже не существовало. Началось оно в высокогорных участках Скандинавского полуострова и оттуда распространилось во все стороны, особенно на запад (видимо уже тогда западные склоны Скандинавских гор принимали на себя значительное количество осадков). В то же время, мощность и площадь ледника на западе была меньше, чем на востоке. Это объясняется тем, что на западе за счёт непосредственного выхода не столь значительного по сравнению с Рисским периодом ледника к морю на всем своём протяжении приводило к быстрой его разгрузке за счёт обильного айсбергообразования. В то же время, на востоке не было особо значительного глубокого водного пространства, которое могло бы ограничить продвижение ледниковой массы в этом направлении. Также убывание мощности ледового слоя происходило к северу и югу от его центра из-за нарастания в этих направлениях континентальности климата. Это привело к тому, что особенностью Вюрмского оледенения было несовпадение осевой зоны материкового ледника с осевой зоной орографической. Такое распределение мощности ледового покрова на территории Скандинавии привело к тому, что значительные высокогорные пространства Южной Норвегии были свободны от покровного оледенения. К таким территориям относятся плоскогорья Ютунхейм, Довре, Рондане. Однако не стоит считать, что эти участки были свободны ото льда в принципе — здесь были развиты местные горные ледники, и ледники, спускавшиеся по их долинам в конце концов все равно вливались в общий массив. В Норвегии ледяные потоки спускались по узким доледниковым долинам, заложенным по тектоническим разломам. Здесь шла активная экзарационная деятельность. Там, где сходились разветвлённые сети дочетвертичных долин и ледники, сходящие с них, соединялись, происходила самая мощная экзарация, и уже единый долинный ледник выпахивал огромные по размерам троги. Так сформировались знаменитые норвежские фьорды.

## Полезные ископаемые
Hорвегия располагает значительными запасами нефти, природного газа, руд железа, титана, ванадия, цинка. Имеются месторождения руд свинца, меди, нерудного сырья — апатитов, графита, сиенита.
Норвегия обладает значительными запасами углеводородов и в меньшей степени угля, но все эти месторождения приурочены либо к отложениям палеогена и юры в Северном море, либо к каменноугольным накоплениям островных территорий. Сама континентальная Норвегия имеет более скудный по значимости набор полезных ископаемых, однако и здесь есть достаточно большие запасы различных минеральных ресурсов. Так, континентальная часть юга страны располагает значительными запасами руд железа, титана, ванадия и цинка. Имеются месторождения руд свинца и меди. Также представлено нерудное сырьё: апатитами, графитом и нефелиновым сиенитом. Как видно, принципиальным отличием минерально-ресурсной базы континентальной Норвегии от её других частей является отсутствие каких-либо существенных запасов ископаемых осадочного происхождения. Это, естественно, обусловлено геологическим строением Скандинавского полуострова, где практически отсутствует шлейф осадочных пород.
Крупнейшее в Западной Европе месторождение ильменитовых руд, богатых диоксидом титана находится на юге страны в районе Эгерсунна. Основные залежи цветных металлов приурочены к зоне каледонской складчатости, сложенной непосредственно каледонидами, вне зоны смятия в складки докембрийских пород. Таким образом, рудоносными оказываются все Скандинавские горы на участке от Будё до плато Телемарк невключительно. Также в районе столицы есть несколько месторождений строительных материалов, которые приурочены к выходам осадочных отложений грабена Осло.

## Климат

Карта осадков

Располагаясь практически полностью в умеренном поясе, в сравнении с другими участками суши, расположенными на тех же широтах — юг Норвегии оказывается значительно теплее и увлажнённее благодаря большому притоку тепла от Норвежского течения. Теплое течение, однако, не проникает в пролив Скагеррак, что резко сказывается на климате юго-восточной Норвегии, в это же время континентальные воздушные массы с Балтики легко проникают сюда. Также, часто во внеприбрежную зону проникают массы с более высоких широт, где зимой господствует Арктический максимум. Поскольку поверхность Норвегии круто обрывается к морю, а долины вытянуты меридионально, теплые воздушные массы не могут проникать очень глубоко в них, что создаёт ситуацию, когда зимой градиент снижения температур при движении вглубь фьорда больше, чем при движении на север. Высота Скандинавских гор не позволяет проходить воздушным массам на восток страны, и создают барьерный эффект, который при условии значительного влагонасыщения является причиной выпадения огромного количества осадков, как летом, так и зимой.
Влияние тёплого течения на климат страны связано не с непосредственным нагреванием приокеанического слоя воздуха (территория юга Норвегии отделена от этого течения на 300—400 км), а с западным переносом, приносящим эти нагретые воздушные массы.
Средние температуры января колеблются от −17 °C на севере Норвегии в городе Карасйок до +1.5 °C на юго-западном побережье страны. Средние температуры июля составляют около +7 °C на севере и около +17 °C на юге в Осло. 
Вблизи летнего солнцестояния на значительной части территории страны (57,9 - 65, 5 с. ш.) наблюдаются белые ночи. В это время астрономическая ночь в Норвегии не наступает. На севере страны (севернее 66°34" с. ш.) вблизи солнцестоянияй наблюдается полярный день и полярная ночь.

## Растительность
Леса примерно занимают 35% страны ~126тыс км². 
- Тундровая растительность (субнивально-нивального пояса). Этот тип растительности имеет значительное распространение и приурочен к самым высокогорным районам, к территориям, прилегающим к ледникам и северной части страны. Условия произрастания здесь самые неблагоприятные в пределах Норвегии: низкие температуры, незначительный вегетационный период, широкое распространение снежников и близость ледников, сильные ветры и маломощность почвенного покрова. Поэтому, растительный покров здесь чрезвычайно фрагментарен и в основном, представлен различными мхами и лишайниками.
- Растительность альпийского пояса. Данный тип занимает обширные пространства фьельдов и наиболее возвышенные участки западного побережья выше линии возможного произрастания деревьев, располагаясь на средней высоте 800—1700 м, значения которой, как и в случае с растительностью субнивально-нивального пояса, растут при движении с запада на восток. Климатические условия, в которых растут эти формации, также неблагоприятны. Деревья в этом поясе отсутствуют полностью, доминантными сообществами являются кустарнички и разнотравье, кустарниковая растительность появляется только на самых низких гипсометрических уровнях, мохово-лишайниковый ярус слабо развит и появляется только на участках, долго покрываемых снегом. Видовой состав включает амфиатлантические и циркумполярные виды. Доминантными растительными формами здесь являются гемикриптофиты и хамефиты.
- Горные леса и редколесья. Занимают самые большие площади на территории Норвегии, располагаясь в нижнем ярусе Скандинавских гор. Поднимаются до 1000 м в наиболее континентальных участках, а в прибрежной зоне Атлантики спускаются даже в низменности под действием здесь общего снижения поясных границ. Этот пояс включает в себя чистые берёзовые леса на западном макросклоне, и сосново-берёзовые леса в более континентальных частях.
- Тайга и хвойно-широколиственные леса. Таёжная зона также занимает значительные площади на территории Южной Норвегии, занимая самые континентальные её участки (Остлан и Восточный Серлан), а также выходя к побережью на равнине Трённелага, где отепляющее влияние океана ещё ощутимо, однако позволяет здесь расти таёжной растительности. Формации этого пояса отсутствуют на западном макросклоне гор и в районе фьордов. Представлена еловыми и сосновыми лесами. Зона хвойно-широколиственных лесов представлена в южной части страны в основном дубово-еловыми лесами.
- Приатлантические вересковые пустоши. Занимают узкую прибрежную внешнюю полосу на протяжении всего западного побережья, нигде не заходя вглубь фьордов. Вересковые пустоши здесь развиты на хорошо дренированных, олиготрофных кислых субстратах. Древесные и кустарниковые виды здесь в целом отсутствуют, однако могут появляться в некоторых местах, хорошо защищённых от ветра, дующего с моря. В видовом отношении преобладают вересковые в сочетании с кустарничками, травами, злаками, мхами и лишайниками. Почвенно-растительный покровы здесь часто фрагментарен.
- Смешанные широколиственные леса. На территории Норвегии представлены небольшими участками, занимающими самую южную часть страны. Однако, внутренние части самых крупных фьордов, где сильно отепляющее влияние океана, также заняты смешанными широколиственными лесами, принимающими там интразональный характер. Представлены дубовыми, буковыми и ясеневыми лесами.

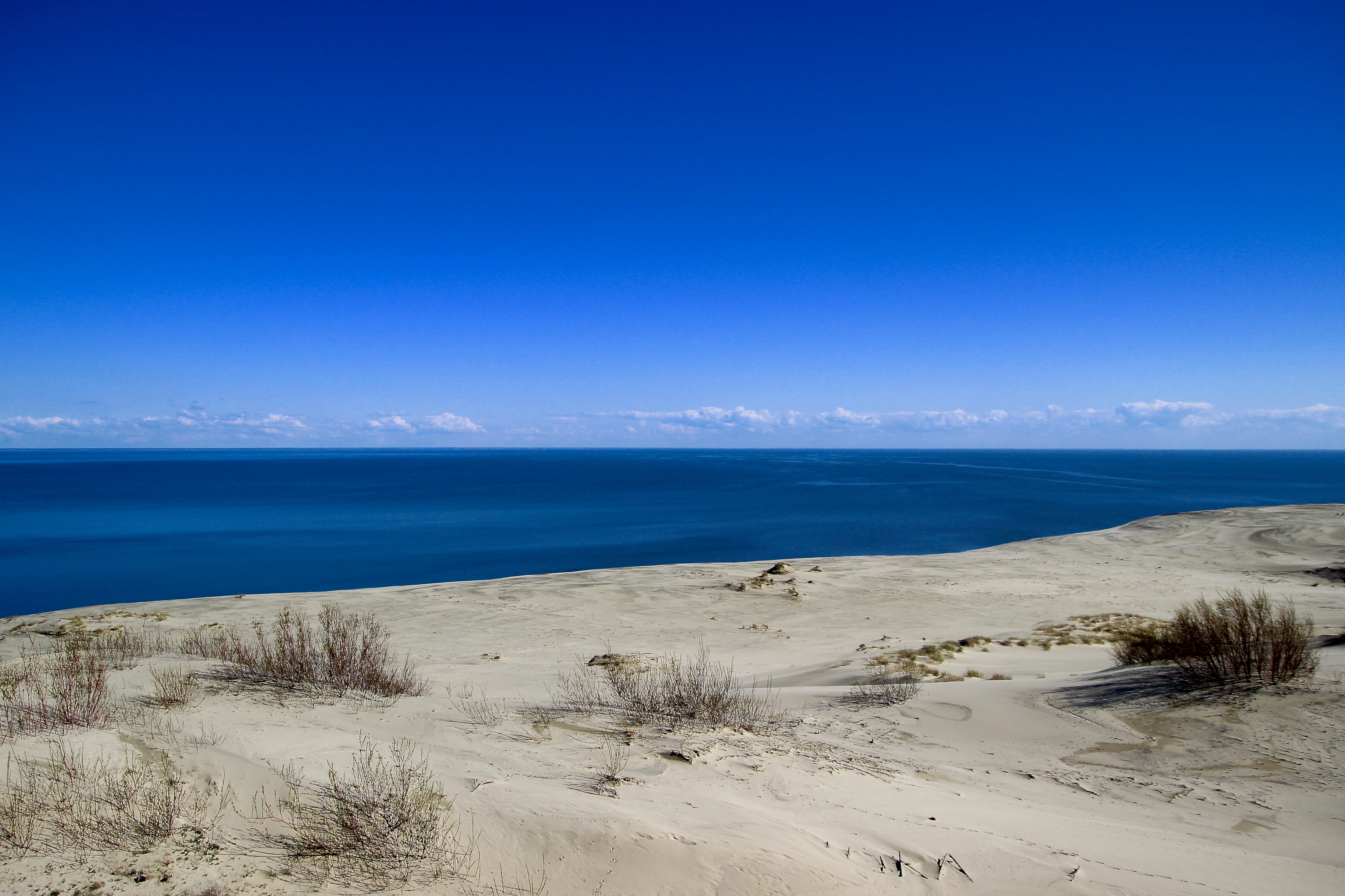
Схема биотопа дюнной растительности

- Растительность побережий. Дюнная растительность представлена одним участком на побережье южнее Ставангера. Это открытые псаммофитные сообщества со сложной структурой, часто подверженные подтоплению.
- Растительность пойм. Пойменная растительность представлена одним значительным в масштабном плане участком пойм рек Гломма и Логен в районе их слияния. Здесь развита гидрофильная растительность из-за периодического паводкого подтопления. Представлена лесами из ольхи и ели, которые занимают пойменные и старичные понижения.

## Почвы
Формирование почвенного покрова Южной Норвегии имеет достаточно короткую историю. Молодость, маломощность, а порой полное отсутствие почв является прямым следствием господства здесь ледникового покрова в четвертичном периоде, который механически уничтожил почвенный покров, сформировавшийся в предыдущие эпохи. Поэтому, началом формирования современных почв нужно считать время отступания ледника. В это время флювиогляциальные потоки отлагали материал в перигляциальной зоне, который стал почвообразующей породой для почв равнинных территорий, в основном в Остлане, как в наиболее равнинной территории. С другой стороны, почвы начинали формироваться и на обнажающихся материнских породах возвышенных территорий, где почвообразующими породами в большинстве случаев являются гнейсы, граниты, габбро, известняк, сланцы и песчаники. Отличительной чертой для всех почвообразующих пород Норвегии (за исключением известняков) является низкая окарбоначенность, что только ухудшает их плодородие в дополнение к слаборазвитости. Формально, границы между тайгой и смешанными лесами, а также между подзолами и бурыми почвами, как зонально им соответствующими, часто не совпадают. Это связано с чередованием климатических условий в Европе на протяжении голоцена. Там, где ареал бурых почв заходит на север и занят таёжной растительностью, раньше в более теплые периоды произрастали смешанные леса и наоборот.
| Тип растительности                                | Тип почв                               |
| ------------------------------------------------- | -------------------------------------- |
| Высокогорная тундра субнивально-нивального пояса  | Литосоли                               |
| Растительность альпийского пояса                  | Горно-луговые (почвы альпийских лугов) |
| Бореальные и горные неморальные леса и редколесья | Слабогумусные подзолы                  |
| Таёжная растительность                            | Подзолы (часто альфигумусовые)         |
| Приатлантические вересковые пустоши               | Подзолы, литосоли                      |
| Смешанные широколиственные леса                   | Бурые почвы и подзолы                  |
| Растительность болот                              | Болотные оглеенные почвы               |
| Растительность побережий                          | Ареносоли, регосоли                    |
| Растительность пойм                               | Флювисоли                              |

## Водные ресурсы
Поскольку над территорией Южной Норвегии преобладает западный перенос, то количество осадков снижается здесь с запада на восток, вместе с этим в том же направлении уменьшается объём и слой стока. Именно в Южной Норвегии в чрезмерно переувлажнённом районе западного макросклона Скандинавских гор наблюдается самый большой в Европе объём стока, превышающий 1500 мм/год. Объём стока распределяется здесь соответственно значениям количества осадков, а значит, убывает с запада на восток, уменьшаясь в Остлане до 400 мм/год.
Для юга Норвегии характерно наличие значительного количества небольших и средних по размеру озёр. Практически все они возникли из-за подпруживания конечно-моренными валами водотоков и, поэтому, приурочены к руслам рек и имеют вытянутую продолговатую форму. Однако, несмотря, на родство озёр всей Южной Норвегии, в различных районах они имеют некоторые особенности. Так, озёра, расположенные в Вестлане и приуроченные к долинам рек западного макросклона Скандинавских гор, имеют наименьшие размеры из-за узости и малой длины речных долин. Их образование связано с ледниковой экзарацией во время оледенения и последующей аккумуляцией материала во время потепления, приведшей к формированию конечных морен и подпруживанию водотоков. Родство озёр и фьордов здесь обуславливается тем, что долины озёр и фьордов, а также конечно-моренные валы сложены одним материалом. Более того, направление осевой части этих озёр совпадает с направлением самих фьордов. Озёра здесь отличаются, так же, как и фьорды, значительной глубиной и крутизной склонов долин. Крупнейший водоём этого района — оз. Сулдальсватн, соединяющееся короткой протокой с Букн-фьордом. Озёра Сёрлана обладают уже большими размерами из-за расширения речных долин и наличия здесь более крупных рек (Сирдальсватн, Люрдаватн и т. д.).
Но самые крупные озёра сформировались в Остлане, где текут самые крупные реки и преобладает равнинный рельеф: здесь находятся крупнейшие водоёмы Южной Норвегии (Мьёса, Фемунн, Нурсьон, Рансфьорд и т. д.). В образовании озёр равнинных участков, прилегающих к Осло-фьорду, ледниковая практически не участвовала, а их образование связано только со стадиальной моренной аккумуляцией. Для Южной Норвегии не характерно обилие болот из-за хорошего дренажа большей части её территории, заболоченные участки разбросаны достаточно дискретно. Однако заболоченные территории встречаются практически во всех её частях и отличаются по своему генезису. Самые значительные площади болота занимают в Остлане и Трённегале. Развиты как правило низинные болота.

## Ледники

Баланс крупнейших ледников Норвегии

Крупнейшие ледники Норвегии

На территории Норвегии находится около 900 ледников различного размера (9 из них самые крупные) общей площадью примерно 1600 кв.км. Юг Норвегии — второй по площади, занимаемой ледниками, после Шпицбергена регион Норвегии. Здесь же находится крупнейший ледник Скандинавских гор — Юстеддальсбре (на самом деле представляющий собой совокупность тесно связанных с собой ледниковых комплексов).
Говорить точно о количестве комплексов оледенения и значениях, связанных с ними достаточно сложно из-за их динамичности, дисперсного распространения по территории и зависимости от конкретных условий погоды в конкретный год. Области самых крупных ледниковых комплексов сосредоточены практически полностью в Вестлане на западном макросклоне Скандинавских гор. Это связано с тем, что на них выпадает огромное количество твердых осадков во время чрезмерно влажных и теплых зим, а прохладным летом зона абляции не затрагивает и половины ледового массива. Граница питания ледников находится здесь на высоте 1000 м, в то время как на восточных участках гор, где климат континентальней и осадков зимой выпадает немного, — 1500—1900 м. Различие между ледниками двух макросклонов проявляется также в их динамике и балансовых показателях. Ледники западного макросклона имеют положительный баланс и характеризуются увеличением по площади, а ледники восточного макросклона, наоборот, уменьшаются.